# Ойкас-Кибекское сельское поселение
Ойка́с-Кибе́кское се́льское поселе́ние (чув. Уйкас Кипек ял тӑрӑхӗ) — муниципальное образование в Вурнарском районе Чувашии Российской Федерации.
Административный центр — деревня Ойкас-Кибеки.

## История
Статус и границы сельского поселения установлены Законом Чувашской Республики от 24 ноября 2004 года № 37 «Об установлении границ муниципальных образований Чувашской Республики и наделении их статусом городского, сельского поселения, муниципального района и городского округа».

## Население
| 2010 | 2012  | 2013  | 2014  | 2015  | 2016  | 2017 |
| ---- | ----- | ----- | ----- | ----- | ----- | ---- |
| 1171 | ↘1084 | ↘1078 | ↘1070 | ↘1038 | ↘1021 | ↘985 |
| 2018 | 2019  | 2020  | 2021  |       |       |      |
| ↘947 | ↘870  | ↘815  | ↘776  |       |       |      |

## Состав сельского поселения
| № | Населённый пункт | Тип населённого пункта          | Население |
| - | ---------------- | ------------------------------- | --------- |
| 1 | Вурман-Кибеки    | деревня                         | ↗276      |
| 2 | Кивсерт-Янишево  | деревня                         | ↗142      |
| 3 | Ойкас-Кибеки     | деревня, административный центр | ↗436      |
| 4 | Синь-Сурьял      | деревня                         | ↗116      |
| 5 | Усландыр-Янишево | деревня                         | ↗125      |
| 6 | Янишево          | село                            | ↗225      |